# Сигнальный (остров)

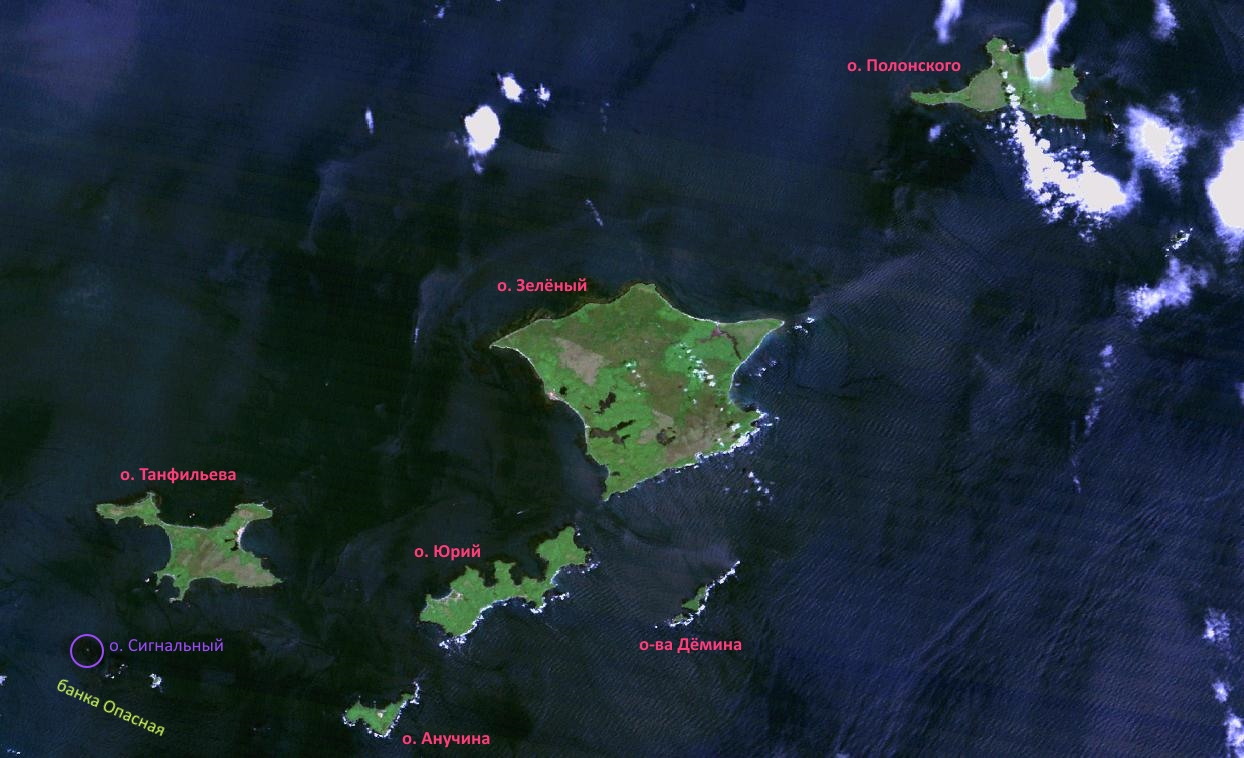
Остров Сигнальный на спутниковом снимке западной части Малой курильской гряды

Сигна́льный  (яп. 貝殻島 каигара-дзима) — небольшой остров в Советском проливе Тихого океана в составе Малой Курильской гряды. Необитаем. Согласно федеративному устройству России входит в Сахалинскую область в составе Южно-Курильского района в рамках административно-территориального устройства области и в составе Южно-Курильского городского округа в рамках муниципального устройства в области. Принадлежность острова оспаривается Японией, которая включает его в состав субпрефектуры Немуро префектуры Хоккайдо. С точки зрения Японии входит в группу островов Хабомаи, которые считаются продолжением береговой линии японского острова Хоккайдо и не рассматриваются как часть Курильских островов.

## География и геология
Длина острова около 200 м, высота 2 м. Глубины моря вокруг острова — до 2 м.
Расположен в северо-западной части банки Опасной между островами Хоккайдо (в 3,7 км от Сигнального к западу) и Танфильева (что в 4 км на северо-восток). Ближайший остров — Рифовый, расположенный на той же банке в 1,5 км юго-восточнее.
Тектонические движения земной коры привели к опусканию дна пролива Советский и уходу острова под воду в начале XXI века.

## Достопримечательность
На острове имеется автоматический маяк Сигнальный. Как скальный маяк был установлен в 1936 году, автор проекта — японский инженер Миура Синобу.
В 2020-х маяк находится уже не на острове, а на песчаной осыхающей в отлив банке, вода над которой при приливе  поднимается на два метра. Фундамент башни маяка острова Сигнальный оказался ниже уровня моря, постройка заваливается на бок и разрушается.

## История
До 1855 года вместе с прочими островами Малой Курильской гряды находился в неопределённом статусе. После заключения Симодского договора подпал под японскую юрисдикцию.
С 5 ноября 1897 года остров со всеми своими промысловыми угодьями считался частью села Хабомаи в составе уезда (гуна) Ханасаки (который охватывал всю Малую Курильскую гряду и часть полуострова Немуро на острове Хоккайдо), который входил в губернаторство Хоккайдо, провинцию Немуро.
Принадлежал Японии до конца Второй Мировой войны. После капитуляции Японии был занят СССР.
2 февраля 1946 года включён в состав Южно-Сахалинской области.
2 января 1947 года включён в состав Сахалинской области РСФСР.
Название дано решением исполкома Сахалинского областного Совета депутатов трудящихся 17 апреля 1952 года.
С 1963 года близ острова японскими рыбаками по межправительственным и межведомственным (приостанавливались в середине 1970-х и продлялись с 1981 года) соглашениям между Россией и Японией ведётся промысел морской капусты. Особенно японцами ценилась водоросль комбу, которой акватория Сигнального необычайно богата. В пору действия соглашений в прибрежных водах острова добывалось до 960 тонн комбу ежегодно. По настоянию МИД Японии в соглашениях японских рыбаков с советским профильным ведомством с 1981 года не указывались ни советское, ни японское названия острова (Сигнальный и Каигара соответственно), только географические координаты.
С 15 июля 2024 года японский промысел в мористом прибрежье острова Сигнальный приостановлен российской стороной «в связи с планируемыми ремонтно-профилактическими работами на маяке».

### Происшествия
В 2006 году произошел инцидент со шхуной для ловли и перевозки крабов «Киссин-мару №31», которая занималась незаконной ловлей вблизи 
острова Сигнальный. Она была обстреляна и задержана пограничным судном, и в результате погиб один из членов команды.

### Проблема принадлежности
В 2004 году Россия как государство-правопреемник СССР, в соответствии с заявлением своего министра иностранных дел С. В. Лаврова, признала существование Советско-японской декларации 1956 года, включавшей пункт о готовности передать Японии остров Шикотан и группу Хабомаи, и подтвердила готовность вести на её основе территориальные переговоры с Японией.
В связи с тем, что Сигнальный является ближайшей точкой оспариваемых Японией территорий и акваторий, в воды близ острова организуются японские осмотровые экскурсии.
3 сентября 2022 года Россия отменила упрощённый режим посещения островов Малой Курильской гряды для граждан Японии.

## Ссылки

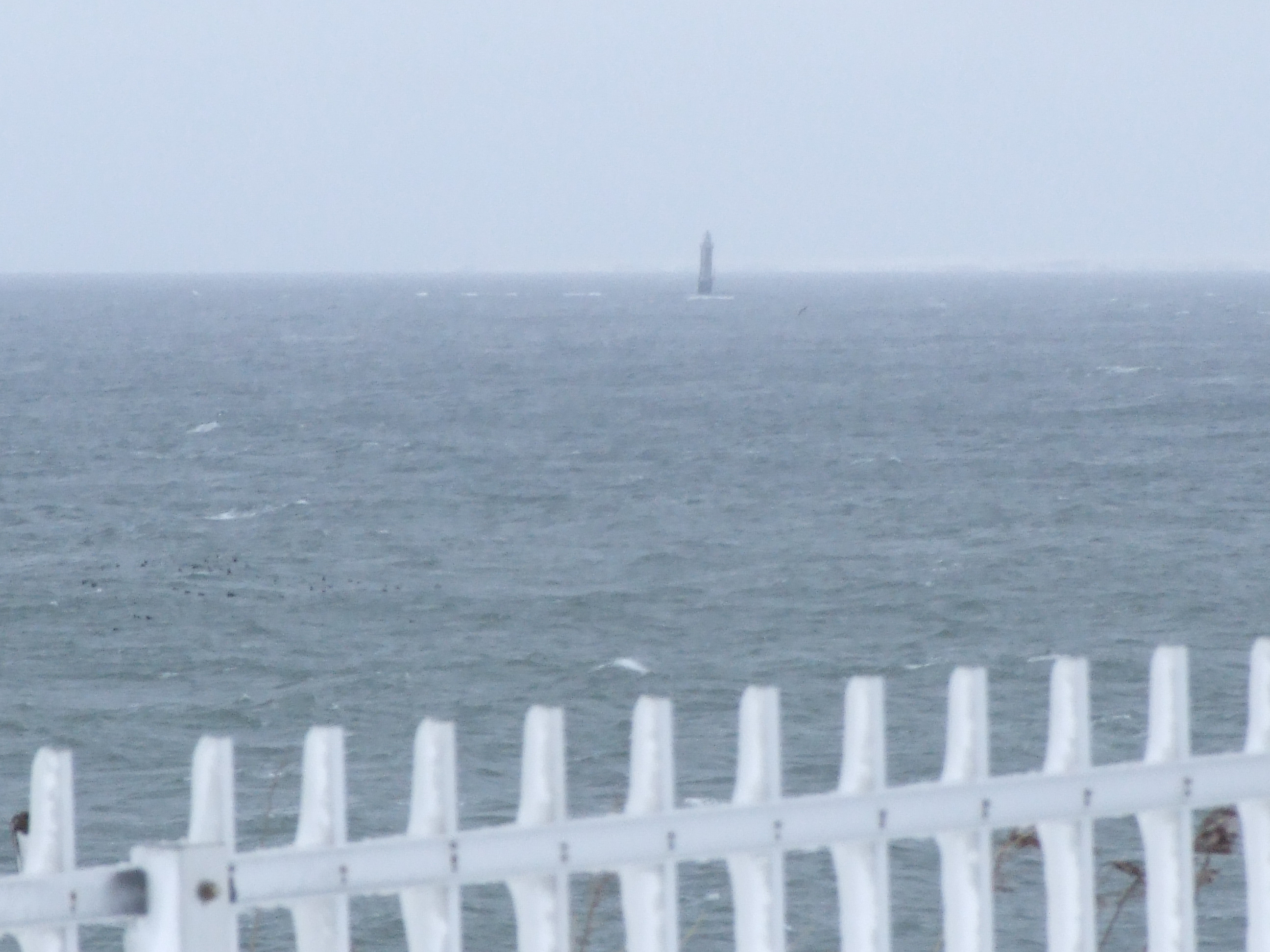
Маяк на острове Сигнальном. Вид с японского мыса Носаппу